# Leucostegia alternifrons
Leucostegia alternifrons là một loài dương xỉ trong họ Hypodematiaceae. Loài này được M.R.Almeida & S.M.Almeida mô tả khoa học đầu tiên năm 1994.
Danh pháp khoa học của loài này chưa được làm sáng tỏ. 